# Cody Miller
Cody Miller (n. 9 ianuarie 1992, Billings, Montana, SUA) este un înotător american, medaliat olimpic. A participat la o ediție a Jocurilor Olimpice (2016) în care a câștigat o medalie de bronz.

## Participări
Lista de mai jos prezintă principalele competiții la care a participat Cody Miller de-a lungul carierei.
- Natação nos Jogos Olímpicos de Verão de 2016 - 100 m peito masculino[*]